# Sainte-Croix (Aisne)
Sainte-Croix ist eine französische Gemeinde mit 130 Einwohnern (Stand: 1. Januar 2022) im Département Aisne in der Region Hauts-de-France. Sie gehört zum Arrondissement Laon und zum Kanton Villeneuve-sur-Aisne.

## Geographie
Die Gemeinde Sainte-Croix liegt an der Quelle der Ailette nim Nordosten des Höhenzuges Chemin des Dames, 17 Kilometer südöstlich von Laon. Nachbargemeinden von Sainte-Croix sind Aubigny-en-Laonnois im Norden, Aizelles im Nordosten, Corbeny im Südosten und Bouconville-Vauclair im Südwesten sowie Arrancy im Nordwesten. 

## Bevölkerungsentwicklung
| Jahr                       | 1962 | 1968 | 1975 | 1982 | 1990 | 1999 | 2006 | 2013 | 2022 |
| -------------------------- | ---- | ---- | ---- | ---- | ---- | ---- | ---- | ---- | ---- |
| Einwohner                  | 105  | 103  | 103  | 113  | 115  | 124  | 132  | 130  | 130  |
| Quellen: Cassini und INSEE |      |      |      |      |      |      |      |      |      |

## Sehenswürdigkeiten

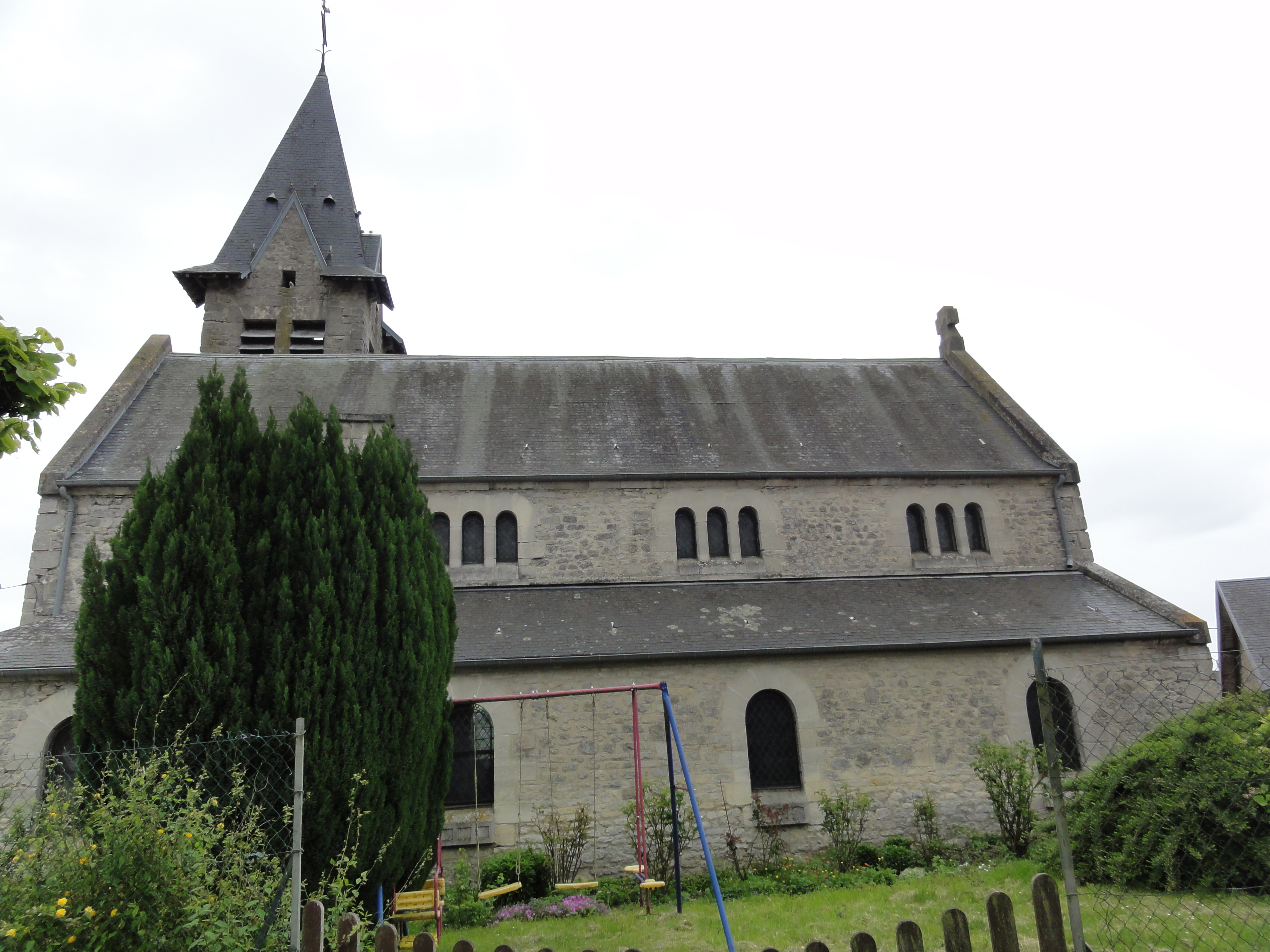
Kirche Sainte-Croix
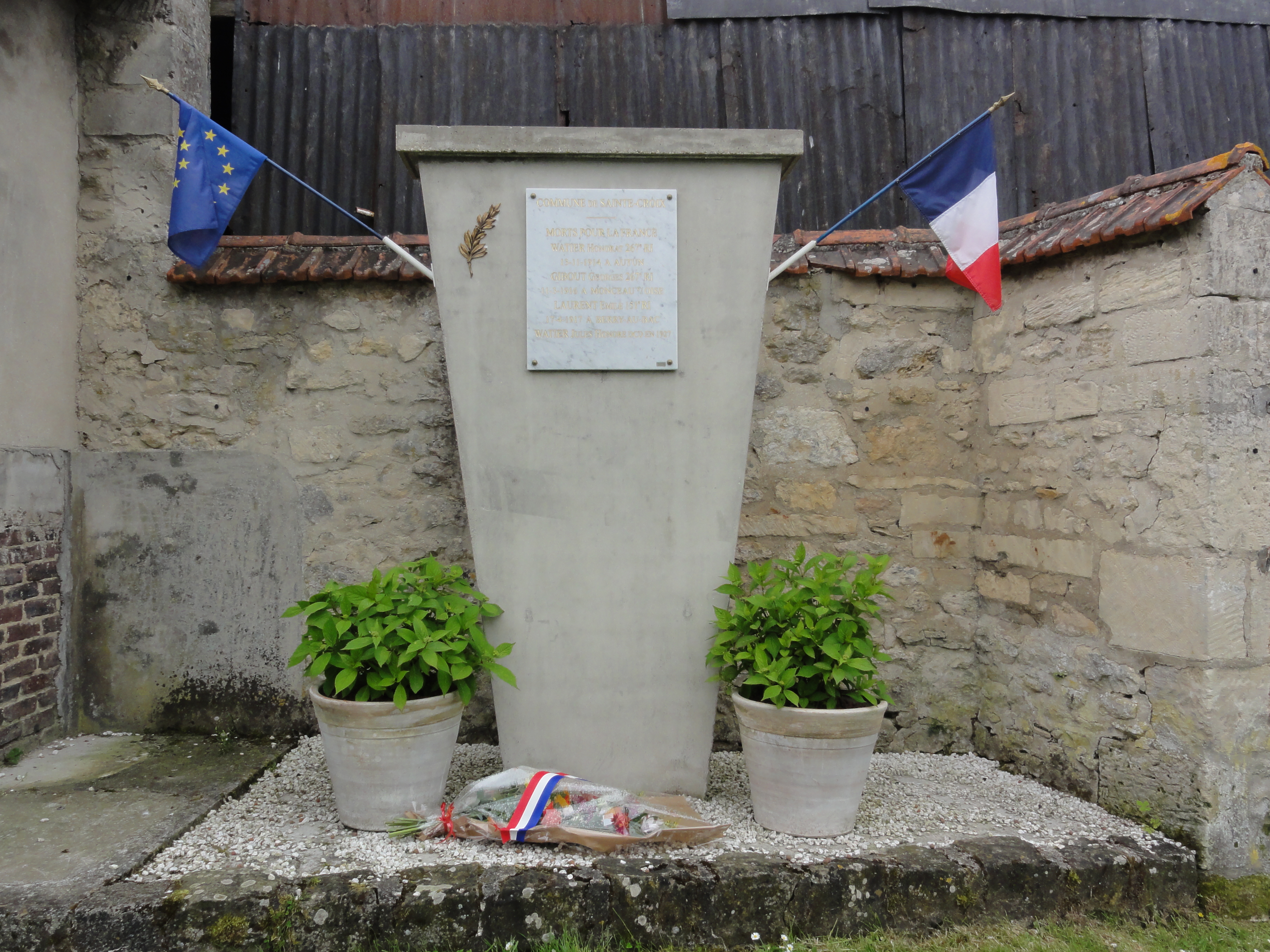
Flurkreuz an der Rue des Crumonts

- Kirche Sainte-Croix
- Gefallenendenkmal